# Azteca stolli
Azteca stolli är en myrart som beskrevs av Auguste-Henri Forel 1912. Azteca stolli ingår i släktet Azteca och familjen myror. Inga underarter finns listade.